# Hemiteles pauper
Hemiteles pauper är en stekelart som beskrevs av Heinrich Habermehl 1909. 
Hemiteles pauper ingår i släktet Hemiteles och familjen brokparasitsteklar. Inga underarter finns listade i Catalogue of Life.